# Mauser Modell 71/84
Das Mauser M 1871/84, auch Gewehr 71/84 bzw. Infanterie-Gewehr 71/84 (I.G. Mod. 71/84) genannt, war das erste Repetiergewehr des deutschen Heeres, das ab 1884 in großer Stückzahl durch Peter-Paul Mauser und Wilhelm Mauser von den Mauserwerken und in der Folge auch staatlichen Arsenalen produziert wurde. Es handelt sich nicht um eine Umrüstung des Einzelladers Mauser Modell 71, sondern um eine optisch ähnliche Neukonstruktion, bei der ein 8-Schuss-Röhrenmagazin nach Kropatschek verwendet werden konnte.

## Geschichte

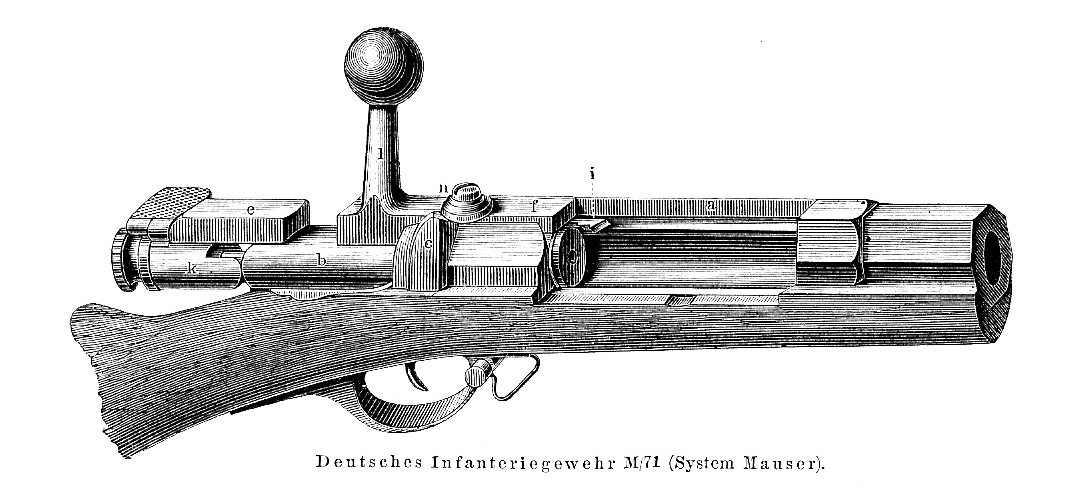
Verschluss der Mauser M71

Das Mauser Modell 71 wurde am 22. März 1872 beim preußischen Heer eingeführt. Es war ein Hinterlader mit Zylinderverschluss und verschoss mit 5 Gramm Schwarzpulver ein 25 Gramm schweres Projektil in einer Metallpatrone im Kaliber 11 × 60 mm R. 
Für den in den 1870er Jahren durch die serbische Regierung ausgerufenen Wettbewerb konstruierte Paul Mauser basierend auf dem System Modell 71 ein Repetiergewehr mit Vorderschaftmagazin nach Kropatschek. Im Jahr 1881 erfolgte in Preußen ein Truppenversuch mit einem weiter entwickelten Modell. Nach weiteren Truppenversuchen mit Probeexemplaren 1882/1883 wurde ab 1884 die Neukonstruktion eingeführt. In Bayern begann man mit der Produktionsaufnahme Ende 1886. Das zum M71/84 weiterentwickelte Gewehr hat mit dem M71 nur mehr eine einzige Schraube gemeinsam, obwohl es auf den ersten Blick vollkommen gleich aussieht.
Somit wurde die Waffe zum ersten Repetiergewehr des deutschen Heeres, bei dem das Magazin aber mit einem Stellhebel abgeschaltet werden konnte, wenn das Gewehr als Einzellader benutzt werden sollte.  Die Munition des M71/84 wies gegenüber der Patrone M71 ein etwas modifiziertes Geschoss (mit abgeflachter Spitze) auf, um eine Entzündung der voranliegenden Patrone im Vorderschaftmagazin zu verhindern.
Ab 1886, dem Einführungsjahr des M71/84, verschwand das M71 allmählich in den Depots. Das Gewehr 71/84 wurde schließlich ab 1888 durch das Gewehr 88 („Kommissionsgewehr“) ersetzt.
Verwendung fanden die Waffen noch bei den Schutztruppen in den deutschen Kolonien und während des Ersten Weltkriegs. Am Ende des Zweiten Weltkriegs sind im März 1945 Angehörige des Volkssturms mitunter mit dem Gewehr bewaffnet worden.

## Herstellung
Weit über eine Million Gewehre des Typs wurden von den Mauserwerken und in der Folge auch staatlichen Arsenalen bis zur Produktionseinstellung im Jahr 1890 produziert.
Im Jahre 1887 bestellte das Osmanische Reich 550.000 dem M71/84 ähnliche Gewehre (Tufek 1887), jedoch im Kaliber 9,5 × 60 mm R. Nachdem 270.000 Gewehre und 4000 Karabiner geliefert werden konnten, wurde die Bestellung jedoch auf das Modell 1890 im Kaliber 7,65 × 53,5 mm umgestellt. Kleinere Mengen fanden ihren Weg auch nach Südamerika.

11,15 x 60 R Mauser
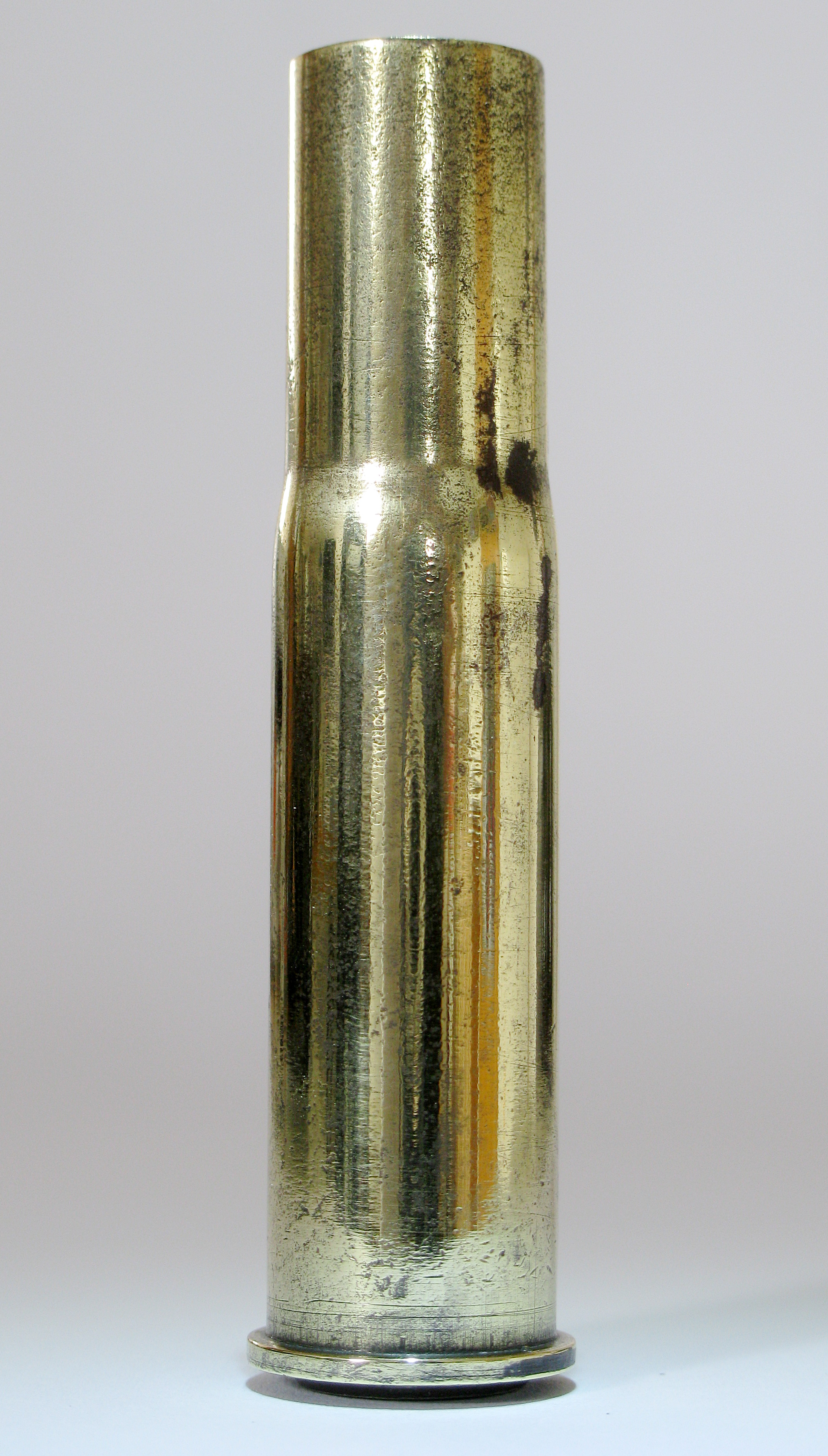
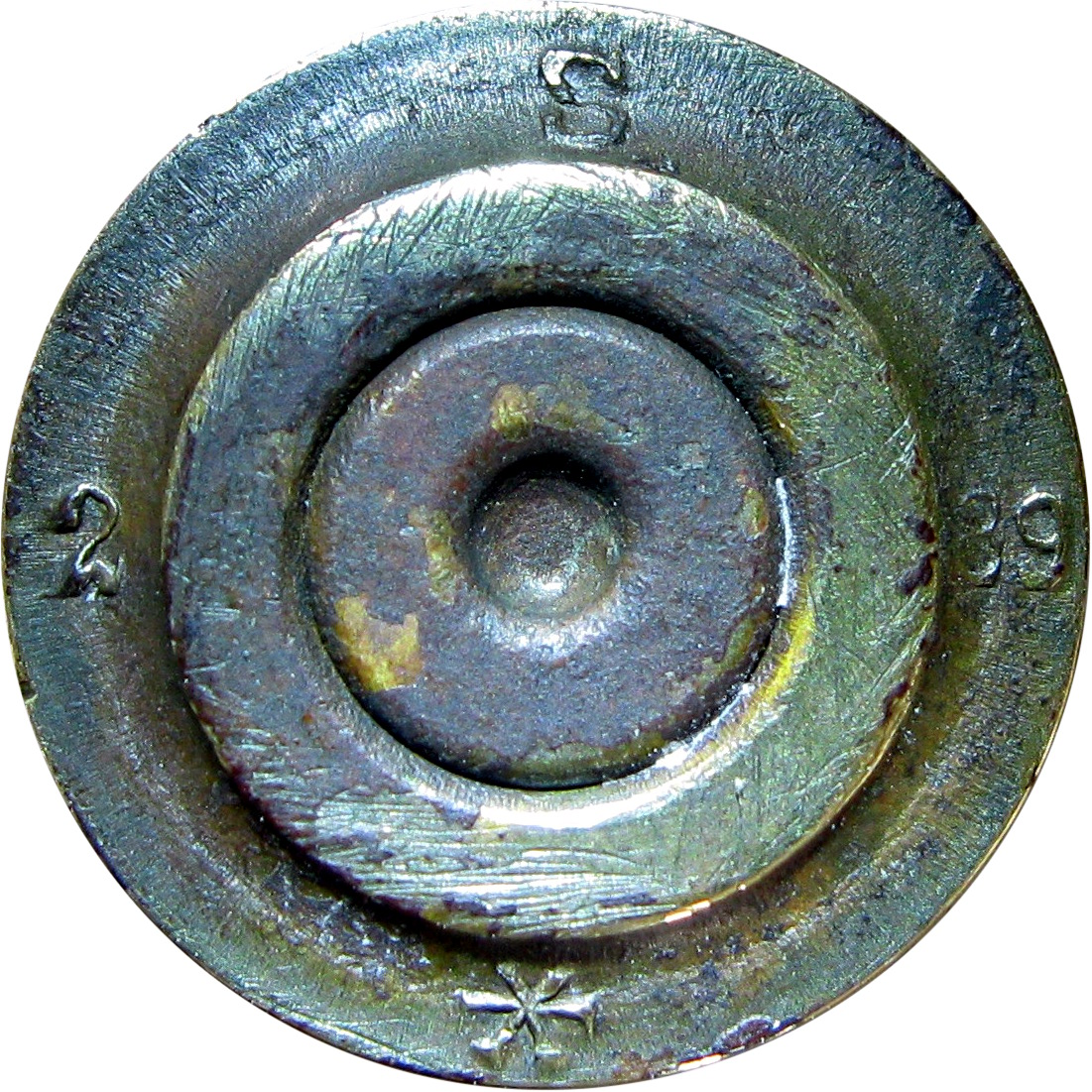
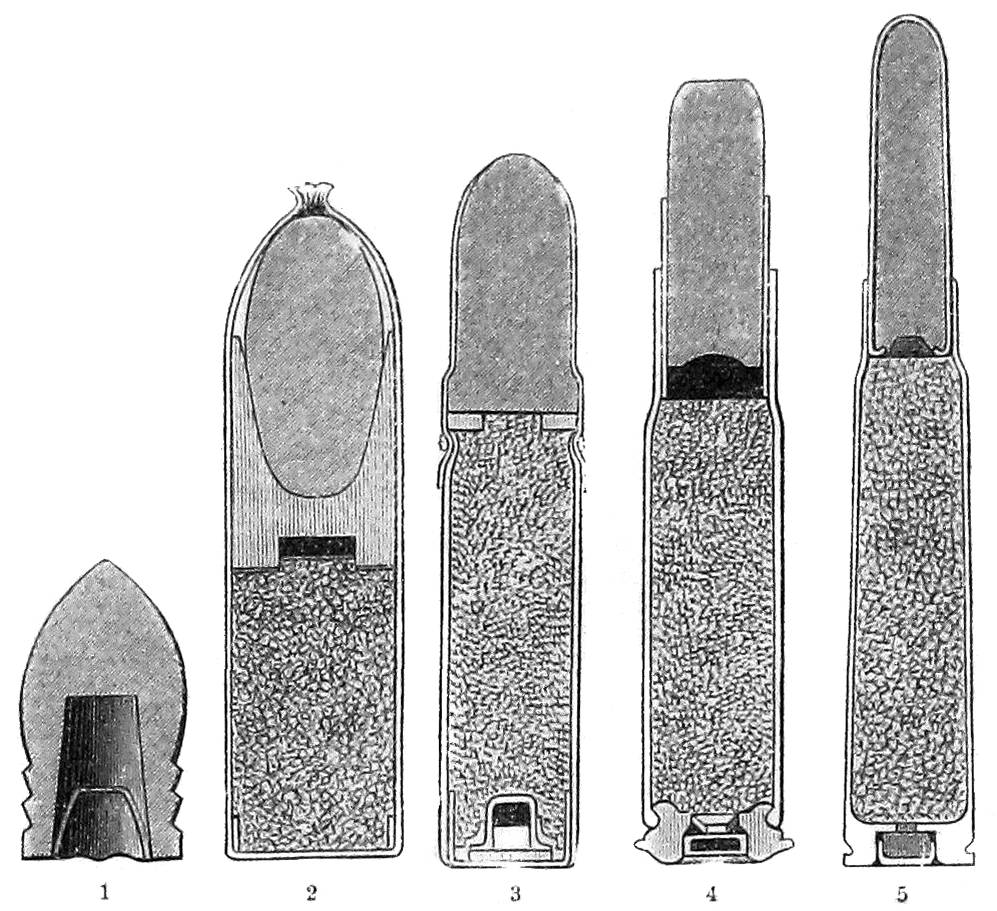
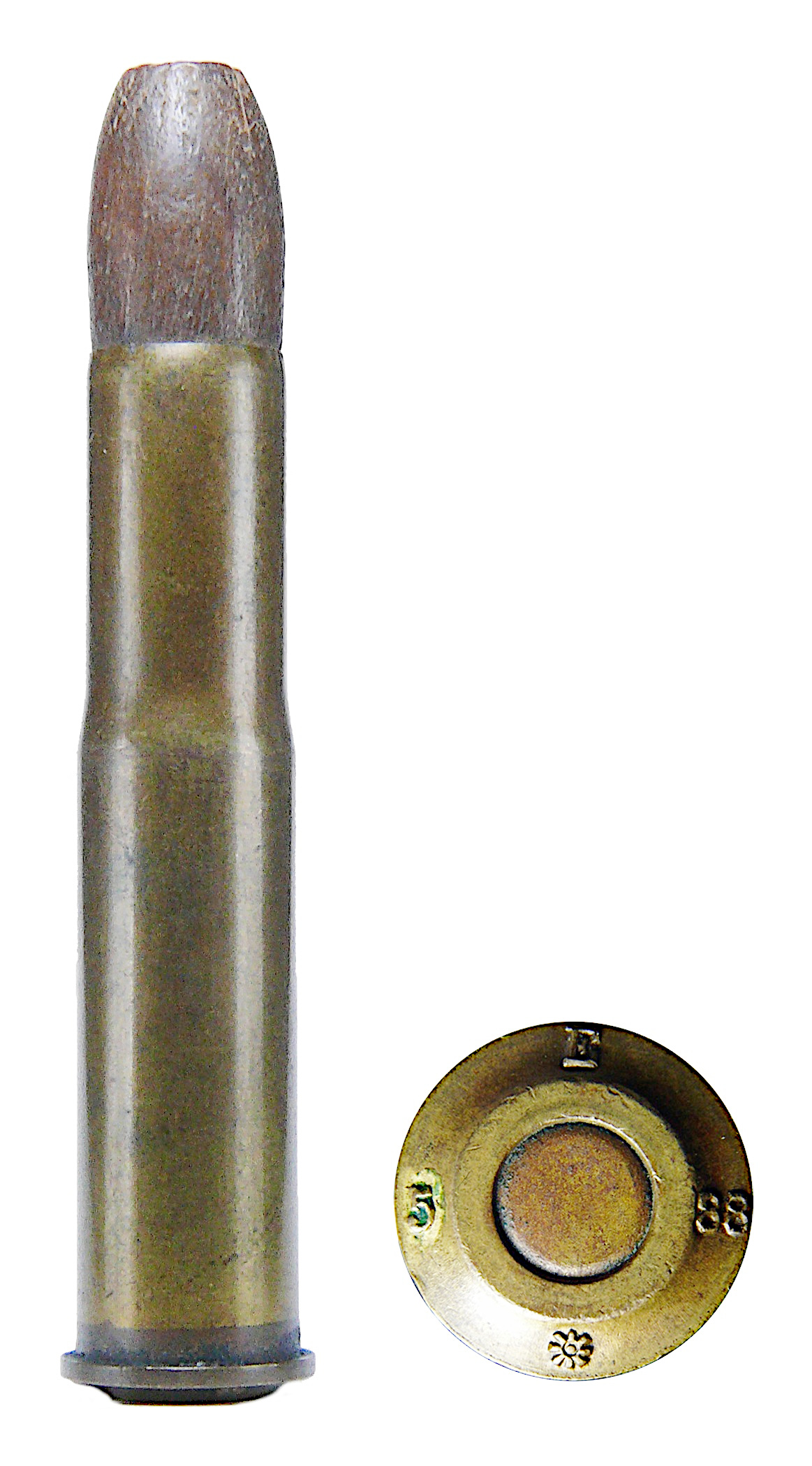